# Nearșova
Nearșova (węg. Nyárszó) – wieś w Rumunii, w okręgu Kluż, w gminie Izvoru Crișului. W 2011 roku liczyła 208 mieszkańców.